# البرس‌دارف، تورنجیا
البرس‌دارف، تورنجیا (به آلمانی: Albersdorf, Thuringia) یک شهر در آلمان است که در تورینگن واقع شده‌است.

## خصوصیات
البرس‌دارف ۲٫۸۵ کیلومترمربع مساحت دارد ۳۵۵ متر بالاتر از سطح دریا واقع شده‌است.